# Новопетровская
Новопетровская — станица в Павловском районе Краснодарского края, образует Новопетровское сельское поселение.
Население 1277 чел. (2023 год).

## География
Станица расположена в бассейне речки Весёлая (приток Еи), в 27 км северо-восточнее районного центра — станицы Павловской.

## История
Станица Ново-Петровская основана в 1907 году. 10 февраля 1915 г. хутор Весёлый, образованный на дополнительном наделе станицы Петровской Таманского отдела переименован в станицу Ново-Петровскую. 

## Население
| 2002  | 2010  | 2012  | 2013  | 2014  | 2015  | 2016  |
| ----- | ----- | ----- | ----- | ----- | ----- | ----- |
| 1458  | ↘1450 | ↘1437 | ↘1436 | ↗1438 | ↗1466 | ↗1468 |
| 2017  | 2018  | 2019  | 2020  | 2021  | 2023  |       |
| ↗1477 | ↘1471 | ↘1469 | ↘1449 | ↘1286 | ↘1277 |       |